# Namibia, Land of the Brave
Namibia, Land of the Brave (Namibia, Land der Dapperen) is het volkslied van het Afrikaanse land Namibië.
De originele tekst luidt:
Namibia, land of the brave,
Freedom's fight we have won
Glory to their bravery,
Whose blood waters our freedom.
We give our love and loyalty
Together in unity,
Contrasting beautiful Namibia,
Namibia our country.
Beloved land of savannahs
Hold high the banner of liberty.
refrein:
Namibia our Country
Namibia Motherland
We love thee

## Duitse tekst
Namibia, Land der Tapferen.
Der Freiheitskampf ist gewonnen,
Ehre ihrem Mut,
Deren Blut floss für unsere Freiheit.
Wir geben unsere Liebe und Treue
In Einigkeit gemeinsam,
Kontrastreiches schönes Namibia,
Namibia unser Land.
Geliebtes Land der Savannen,
Haltet das Banner der Freiheit hoch.
refrein:
Namibia unser Land,
Namibia, Mutterland,
Wir lieben Dich.

## Afrikaans tekst
Namibië, land van die dapper,
Vryheid veg ons gewen het.
Eer aan hul dapperheid
Wie se bloed ons vryheid wateren.
Ons gee ons liefde en lojaliteit
Saam in eenheid.
Kontrasterende pragtige Namibië,
Namibië, ons land.
Geliefde land van savannas,
Hou hoog die vaandel van vryheid.
refrein:
Namibië, ons land,
Namibië, Moederland,
Ons is lief vir jou.

## Nederlandse vertaling
Namibië, land van de dapperen,
Vrijheidsstrijd die we hebben gewonnen
eer aan hun moed, wiens bloed onze vrijheid bevloeit.
We geven onze liefde en loyaliteit
Samen in eenheid,
Contrasterend mooi Namibië,
Namibië ons land.
Geliefd land van savannes
Houd de banier van vrijheid hoog.
refrein:
Namibië ons land
Namibië Moederland
We houden van je
Het volkslied is geschreven en gecomponeerd door Axali Doeseb (1954).
Onafhankelijke staten: Algerije · Angola · Benin · Botswana · Burkina Faso · Burundi · Centraal-Afrikaanse Republiek · Comoren · Congo-Brazzaville · Congo-Kinshasa · Djibouti · Egypte · Equatoriaal-Guinea · Eritrea · Ethiopië · Gabon · Gambia · Ghana · Guinee · Guinee-Bissau · Ivoorkust · Kaapverdië · Kameroen · Kenia · Lesotho · Liberia · Libië · Madagaskar · Malawi · Mali · Marokko · Mauritanië · Mauritius · Marokko · Mozambique · Namibië · Niger · Nigeria · Oeganda · Rwanda · Sao Tomé en Principe · Senegal · Seychellen · Sierra Leone · Somalië · Soedan · Swaziland · Tanzania · Tsjaad · Togo · Tunesië · Zambia · Zimbabwe · Zuid-Afrika · Zuid-Soedan
Niet algemeen erkende landen: Somaliland · Westelijke Sahara
Afhankelijke gebieden: Mayotte · Réunion (onofficieel) · Saint Helena, Ascension and Tristan da Cunha (onofficieel)